# Iasmin Latovlevici
Iasmin Latovlevici (Moldova Nouă, 11 de mayo de 1986) es un futbolista rumano que juega como defensa y su equipo es el F. C. Petrolul Ploiești de la Liga I.

## Trayectoria
Nació en la localidad de Moldova Nouă, cerca de la frontera con Serbia. Debutó con el CFR Timișoara en la primera parte de la temporada 2005-06, cuando fue traspasado al Politehnica Timișoara y debutó en Divizia A en esa misma temporada, en un partido contra el Oțelul Galați. En julio de 2010 Latovlevici firmó un contrato de cinco años con el Steaua București y el 25 de julio de 2010 debutó con su nuevo equipo en un partido ante el Universitatea Cluj.

## Selección nacional
Es internacional absoluto con Rumania.

## Clubes
| Club                     | País    | Año       | Partidos | Goles |
| ------------------------ | ------- | --------- | -------- | ----- |
| CFR Timișoara            | Rumania | 2005-2006 | 14       | 0     |
| Politehnica Timișoara    | Rumania | 2006-2010 | 33       | 0     |
| Gloria Bistrița (cedido) | Rumania | 2009-2010 | 12       | 0     |
| Steaua Bucarest          | Rumania | 2010-2015 | 110      | 7     |
| Gençlerbirliği S. K.     | Turquía | 2015-2016 | 10       | 0     |
| Kardemir Karabükspor     | Turquía | 2016-2017 | 30       | 3     |
| Galatasaray S. K.        | Turquía | 2017-2018 | 12       | 0     |
| Bursaspor                | Turquía | 2018-2020 |          |       |
| Kisvárda F. C.           | Hungría | 2020      |          |       |
| CFR Cluj                 | Rumania | 2020-2021 |          |       |
| F. C. Argeș Pitești      | Rumania | 2021-2022 |          |       |
| F. C. Petrolul Ploiești  | Rumania | 2023-     |          |       |

## Palmarés

### Títulos nacionales
| Título                     | Club              | País    | Año     |
| -------------------------- | ----------------- | ------- | ------- |
| Copa de Rumania            | Steaua Bucarest   | Rumania | 2010-11 |
| Liga I                     | Steaua Bucarest   | Rumania | 2012-13 |
| Supercopa de Rumania       | Steaua Bucarest   | Rumania | 2013    |
| Liga I                     | Steaua Bucarest   | Rumania | 2013-14 |
| Copa de la Liga de Rumania | Steaua Bucarest   | Rumania | 2014-15 |
| Copa de Rumania            | Steaua Bucarest   | Rumania | 2014-15 |
| Liga I                     | Steaua Bucarest   | Rumania | 2014-15 |
| Superliga de Turquía       | Galatasaray S. K. | Turquía | 2017-18 |
| Supercopa de Rumania       | CFR Cluj          | Rumania | 2020    |
| Liga I                     | CFR Cluj          | Rumania | 2020-21 |